# Islas Koster

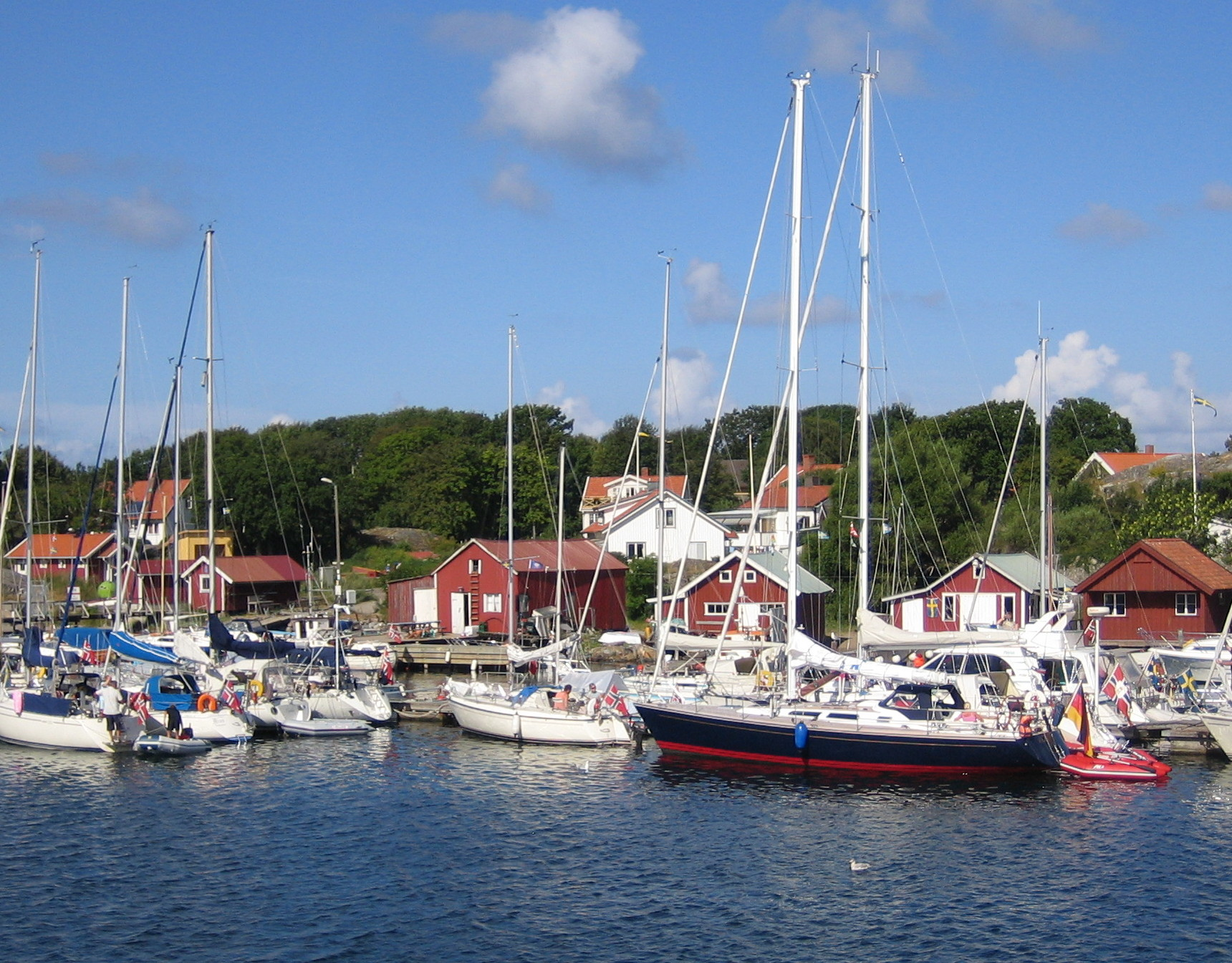
Koster norte

Koster es un grupo de islas que se encuentra situado a las afueras de Strömstad en Suecia. Está integrado por dos islas Koster norte y Koster sur, separadas por un estrecho llamado Kostersundet. 

## Población
En las islas vive una población estable de unas 300 personas, 240 en la isla sur y 60 en la norte. En verano la población aumenta hasta 10 veces más. 
La isla sur de Koster tiene una extensión de 8 km² y la isla norte unos 4 km². La isla sur es más frondosa y la norte más montañosa.

## Comunicaciones
A las isla se puede llegar tomando un barco desde Strömstad.
Koster es un destino turístico sobre todo en verano. Gran número de turistas vienen desde Noruega.
Está prohibido circular en coche por lo que el medio de transporte más usado es la bicicleta y unas motocicletas con tres ruedas. 
Las islas son el lugar más occidental con población estable de toda Suecia.
- Datos: Q56065057
- Multimedia: Koster Islands / Q56065057